# Маха оголена
«Махá оголена» (ісп. La maja desnuda) — картина іспанського художника Франсиско Гої. Становить пару з картиною «Махá одягнена» (ісп. La maja vestida). На картинах зображена маха — іспанська містянка XVIII — XIX століть. Махи служили улюбленими об'єктами зображення Гої.

## Історія створення
Достеменно невідомо, хто послужив моделлю для картин. Найпоширенішою є думка, що натурницею була герцогиня Альба, яку пов'язували з Гойєю тривалі відносини. Це сприймалося її аристократичним потомством вороже. У 1945, з метою спростування цієї легенди, родина Альба розкрила гробницю, щоб виміряти кістки герцогині та довести, що її пропорції (і довжина кісток), не збігаються з пропорціями Махи. Але оскільки могилу вже розкривали, і тіло герцогині викидали наполеонівські солдати, то в його нинішньому стані (довгі кістки виявилися зламаними) вимірювання провести не вдалося. Легенда так і не була спростована.
За однією з версій, «Маха одягнена» написана в перервах між сеансами позування Каетано Альба для «Махи оголеної» — з єдиною метою — зупинити чутки, що поширювалися Мадридом, але існують й інші думки: нібито, для картин позували різні жінки, а «Маха одягнена» створена раніше «Махи оголеної».
Обидві картини зберігалися в будуарі герцогині Альби аж до її смерті, а потім перейшли до прем'єр-міністра Мануеля Годоя. Вони перебували у нього в будинку до 1814, причому «Маха одягнена» висіла перед «Махою оголеною», яка могла бути показана за допомогою спеціального механізму. Пізніше картини зберігалися в Академії Сан-Фернандо, звідки були передані в Прадо.
У 1930 на згадку про Гойю приватним виробником випущені дві серії марок із зображенням «Мах». Вони були схвалені іспанською Поштовою службою, проте влада США заборонили ці марки, і листи з ними не допускалися в країну.
«Маха» надихала багатьох митців: під сильним впливом «Махи одягненої» перебував Едуар Мане, який створив «Дівчину в іспанському костюмі». А Ігнасіо Сулоага зробив високоякісну копію «Махи оголеної», яка надалі послужила йому зразком для серії полотен «Оголені жінки в іспанському інтер'єрі».

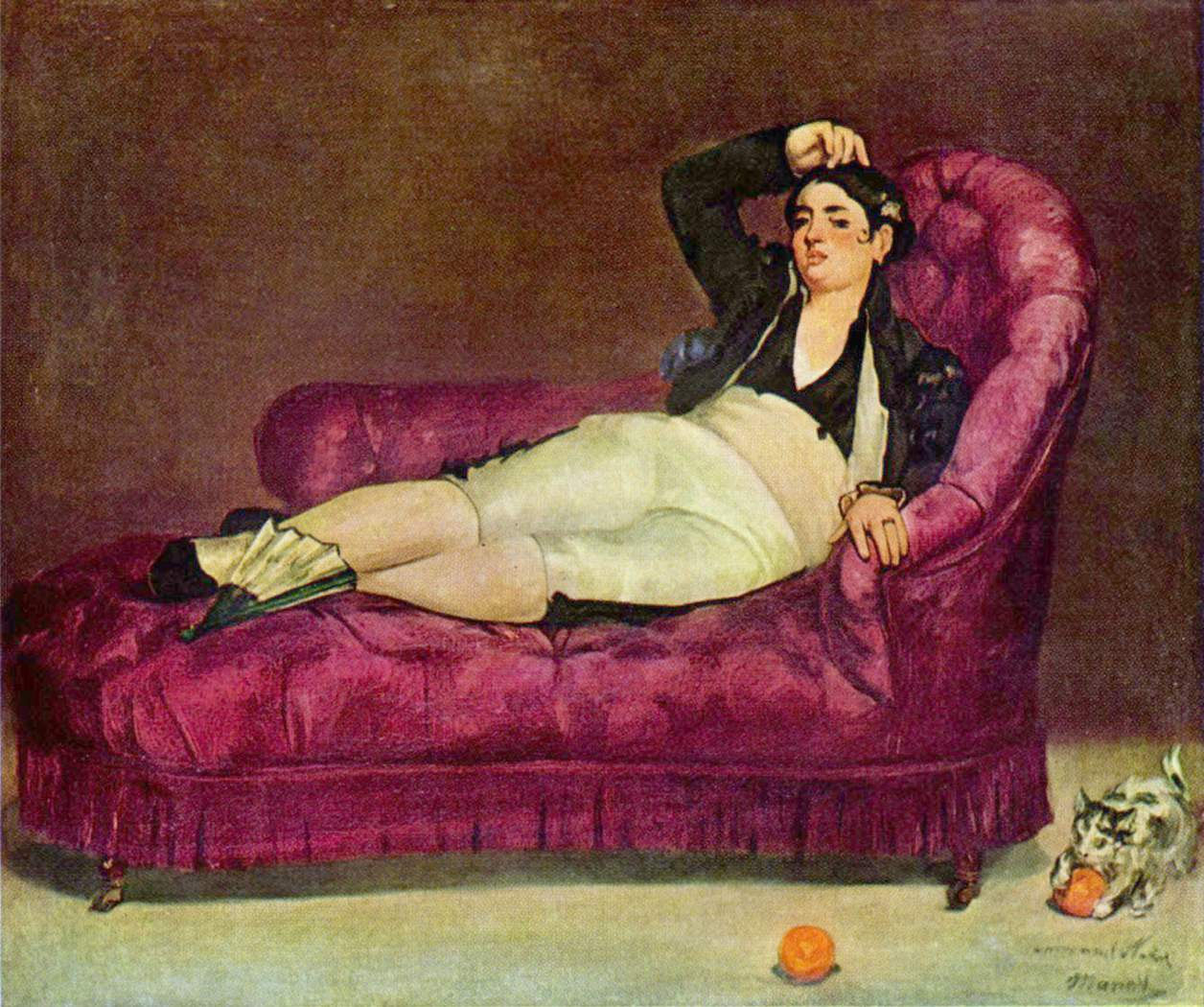
Едуар Мане, «Дівчина в іспанському костюмі», 1862—1863